# Xestia roseggeri
Xestia roseggeri là một loài bướm đêm trong họ Noctuidae.